# Amèlia Mora
Amèlia Mora (Barcelona, 27 de juny de 1980) és una guionista i escriptora catalana que ha escrit obres en castellà i català. Està especialitzada en literatura infantil i literatura juvenil. És llicenciada en Comunicació Audiovisual per la Universitat Pompeu Fabra. Posteriorment, es va especialitzar en l'escriptura i edició de guions cinematogràfics i televisius.
Ha treballat al Centre de Desenvolupament Audiovisual i a la productora Filmax, on va participar en el desenvolupament de diversos projectes audiovisuals. El 2011 es va estrenar la pel·lícula Floquet de Neu, amb guió d'Amèlia Mora i Albert Val.
Des de l'any 2010 ha publicat diverses novel·les infantils en castellà i català. Les dues primeres van ser El castell negre del senyor Bogròs, publicada per la desapareguda editorial Cadí (Everest) i I Rapunzel es va tallar la cabellera (Edebé). Aquesta última, en la qual l'autora qüestiona les normes de comportament dictades pels contes de fades (i, per extensió, de la societat en general), ja ha arribat a la seva sisena edició i ha estat traduïda al coreà.
Aquestes primeres obres van ser seguides per les novel·les independents Floquet de Neu (labutxaca, Grup62, 2011), la novel·lització de la pel·lícula Floquet de Neu, El retorn de la Cigonya (Edebé, 2012) i Diario de (una chifla)Ada (Noguer, Planeta, 2013). Així mateix, ha publicat dues col·leccions en català: Escola d'Hípica (Estrella Polar, Grup 62), editada sota el pseudònim Nora Vidal, i Samanta F. (Cruïlla).